# بورس بوداپست

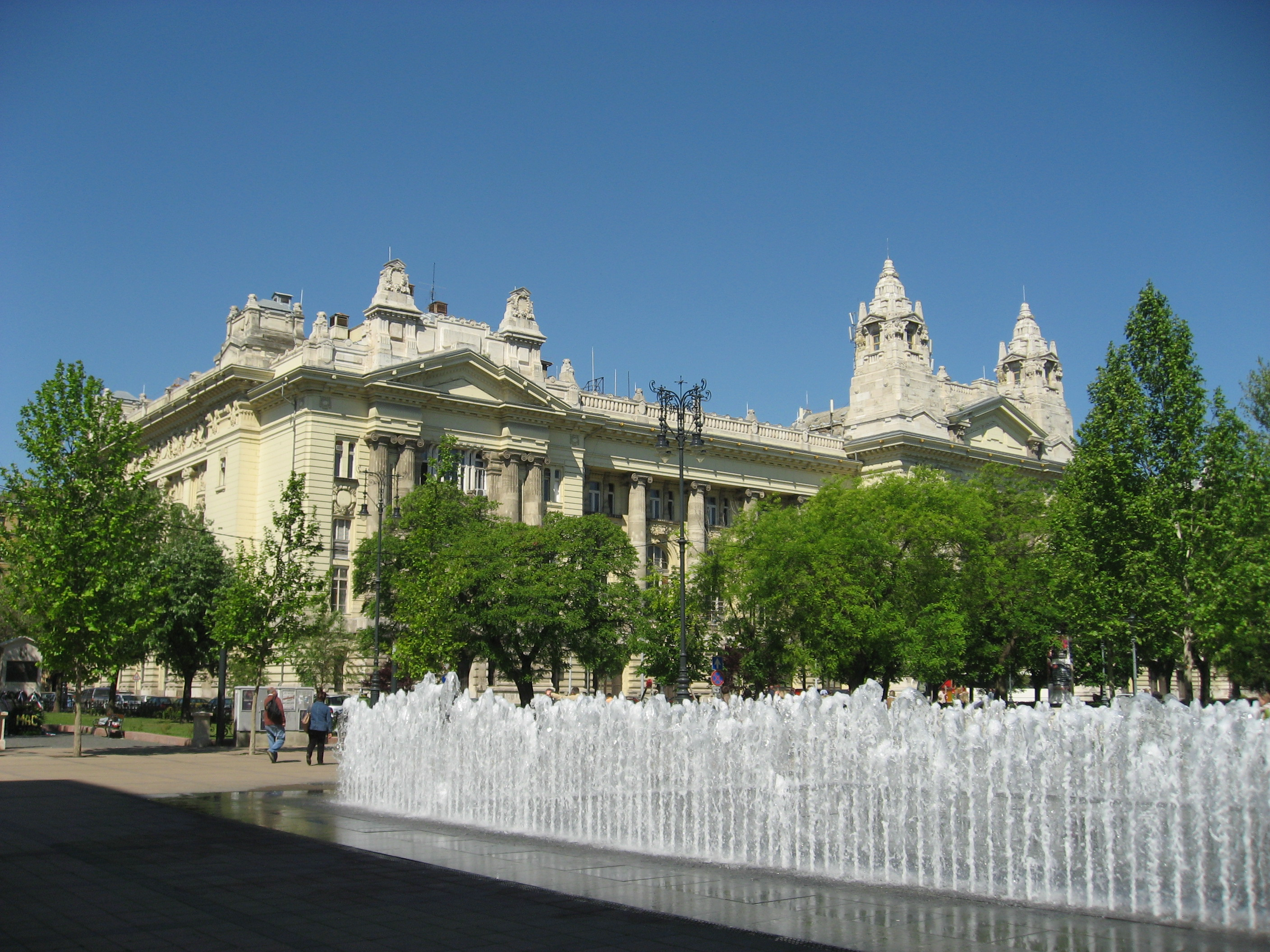
ساختمان بورس بوداپست

بورس بوداپست (انگلیسی: Budapest Stock Exchange) بازار بورس اوراق بهادار مجارستان است، که در سال ۱۸۶۴ تأسیس شد. امروزه سهام ۴۰ شرکت در بورس بوداپست دادوستد می‌شود و بر پایه ارزش بازار بزرگترین بورس اوراق بهادار اروپای مرکزی و شرقی می‌باشد، که از اعضای فدراسیون جهانی بورس به‌شمار می‌آید. محل مرکزی بازار بورس بوداپست در شهر بوداپست مستقر می‌باشد.